# Gustav Riedel
Gustav Riedel (* 30. Juli 1829; † 15. Januar 1882 in Görlitz) war Bürgermeister und Mitglied des Reichstags des Norddeutschen Bundes.

## Leben
Riedel studierte Rechtswissenschaft in Breslau, wurde 1855 Assessor und arbeitete im Collegium des Appellations-Gerichts in Posen. 1857 wurde er Stadtrat in Görlitz und ab 1859 war er Bürgermeister in Brieg.
1867 war er Mitglied des Konstituierenden Reichstags des Norddeutschen Bundes für den Wahlkreis Breslau 4 (Namslau, Brieg) und das Altliberale Zentrum.